# Rajbrot
Rajbrot est une localité polonaise de la gmina de Lipnica Murowana, située dans le powiat de Bochnia en voïvodie de Petite-Pologne.